# Никандрова, Анна Алексеевна
А́нна Алексе́евна Ника́ндрова (13 октября 1921 — 23 июня 1944) — участница Великой Отечественной войны, комсорг 426-го стрелкового полка 88-й стрелковой дивизии (31-я армия, 3-й Белорусский фронт), старший лейтенант. Герой Советского Союза (24 марта 1945 года, посмертно).

## Биография
Анна Никандрова родилась 13 октября 1921 года в деревне Барашкино (Псковская губерния) в крестьянской семье. По национальности — русская. После окончания 8 классов и библиотечных курсов, она работала в библиотеке, а затем — в Красногородском райкоме комсомола.
Участвовала в боях Великой Отечественной войны с сентября 1941 года. В начале войны трудилась сандружинницей, помогала эвакуировать раненых, работала в госпитале. В 1942 году вступила в ряды ВКП(б).
После окончания курсов младших лейтенантов, Анна Никандрова была назначена на должность комсорга 426-го стрелкового полка (88-я стрелковая дивизия, 31-я армия, 3-й Белорусский фронт). В боях 23 июня 1944 года в районе железнодорожной станции Кираево (Дубровенский район Витебской области Белоруссии) старший лейтенант Никандрова первой бросилась по штурмовой лестнице через противотанковый ров, увлекая за собой бойцов своей роты. В этот же день она погибла при блокировке пулемётного дзота противника. Была похоронена в братской могиле в городе Дубровно (Витебская область Белоруссии). На могиле был установлен памятник.
24 марта 1945 года указом Президиума Верховного Совета СССР за образцовое выполнение боевых заданий командования и проявленные мужество и героизм в боях с немецко-фашистскими захватчиками старшему лейтенанту Анне Алексеевне Никандровой посмертно было присвоено высокое звание Героя Советского Союза.

## Награды и звания
- Герой Советского Союза (24 марта 1945 года, посмертно)[3]
- Орден Ленина (24 марта 1945 года, посмертно)
- Орден Отечественной войны II степени (28 октября 1943 года)[4]
- Медаль «За отвагу» (30 мая 1943 года)[5]

## Память

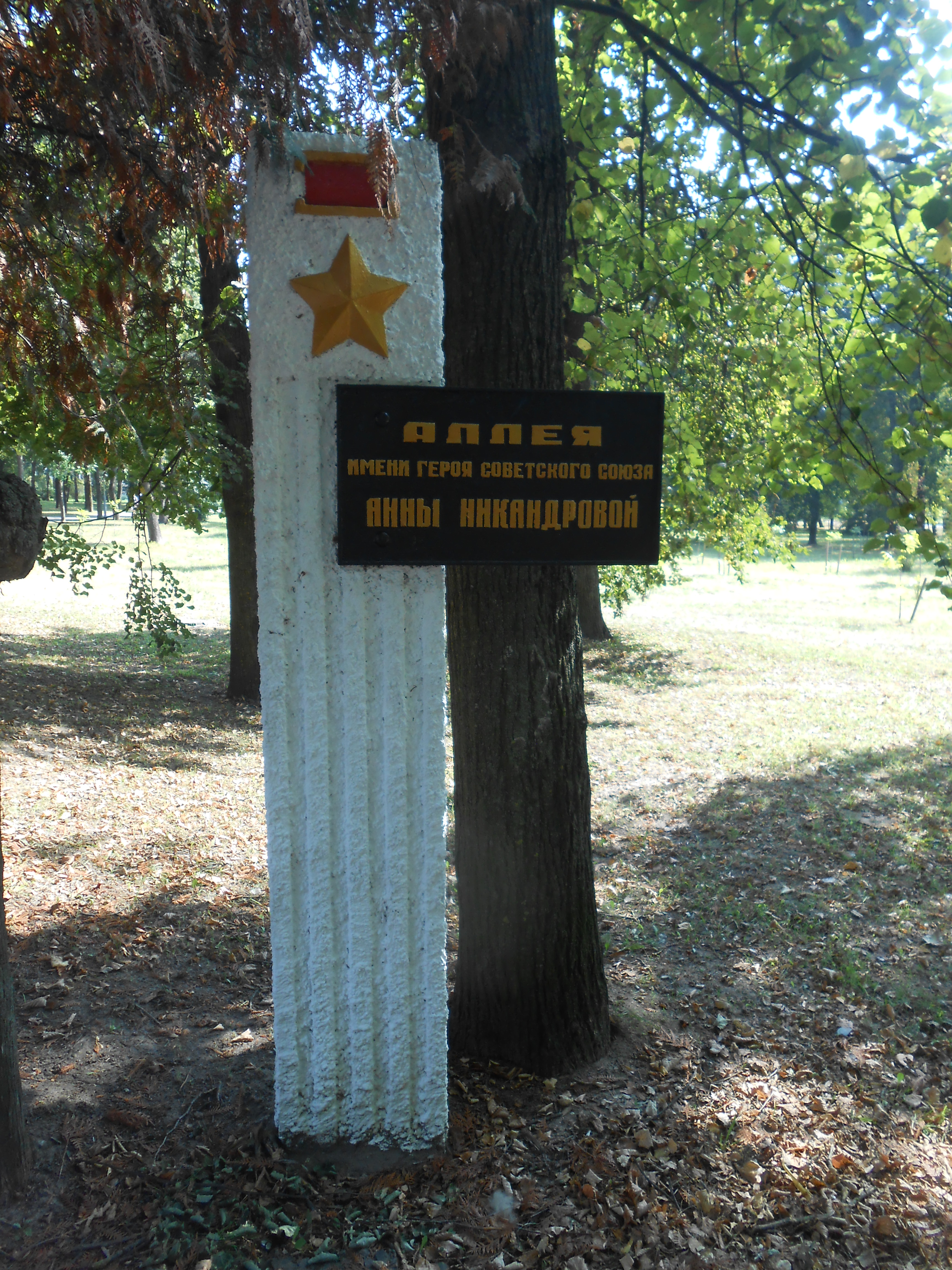
Аллея Анны Никандровой в Парке Героев в Орше.

- Именем Героя Советского Союза Анны Никандровой названа улица и средняя школа[6] в городе Дубровно.
- В городе Красногородске в 1984 году на площади, названной в честь героини, установлен бюст-памятник Анны Никандровой работы скульптора А. Ф. Маначинского[7]. Памятник смотрит в сторону её родной деревни Барашкино.
- В городе Ростове-на-Дону именем Героя Советского Союза Анны Никандровой названа гимназия № 76[8].
- В городе Дубровно Витебской области Республики Беларусь в честь Героя установлен памятник-бюст. В 2018 году на Аллее Героев в парке Воинской славы установлена стела в честь А. Никандровой.